# طغرل غزنوی
طغرل غزنوی یا طغرل بوظان (نام کامل: قوام‌الدوله ابوسعید طغرل)، یک سردار (غلام) ترک و ربایش‌گر تاج‌وتخت غزنوی بود. او در اصل یک غلامِ در فرمانبرداری غزنویان بود. پس از ربودن تاج‌وتخت غزنوی از دست عبدالرشید غزنوی و کشتار یازده تن از شاهزادگان غزنوی، نفرین‌شده، بدشگون، خودپسند و خوار شناخته شد.
طغرل کار خود را در جایگاه غلام سلطان محمود آغاز کرد و در زمان پادشاهی عبدالرشید به فرماندهی ارتش رسید.
طغرل در سال ۴۳–۱۰۴۲ با ۲۰۰۰ سپاهی به سیستان تاخت و یکی از مردان خانواده صفاریان به‌نام ابونصر را گرفت. ابونصر به غزنه فرستاده شد و سپس با پسر وزیر غزنوی، احمدحسن میمندی جابجا شد. با این همه، طغرل پیش‌روی خود را پی گرفت و کرکویه را گرفت و به کشتار بی‌رویه مسلمانان و زرتشتیان دست زد.
طغرل لشکری را در برابر آلپ ارسلان رهبری کرد و در زمستان ۱۰۵۱ در هوپیان در هندوکش پیروز شد. طغرل پس از شکست آلپ ارسلان به سیستان لشکر کشید. او دژ طاق را محاصره کرد و یک ماه آن را در محاصره نگه داشت و لشکر کشید سلجوقی به فرماندهی پایغو را شکست داد.
طغرل که نتوانست طاق را بگیرد، لشکر خود را به غزنه رساند و با فرستادن نامه‌هایی به عبدالرشید غزنوی بر نافرمانی ارتش تأکید کرد. رشید، پر از ترس شورش، به ارگ خود پناه برد. طغرل پس از درآمدن به ارگ، پپشیبانی پادگان را به دست آورد و عبدالرشید غزنوی را همراه با یازده شاهزادهٔ غزنوی دیگر کشت.
غزنه در دست طغرل بود که نامه‌هایی به سردار قرقیز غلام ترک، فرمانده نیروهای غزنوی در هند فرستاد به امید اینکه پشتیبانی او را به‌دست آورد. قرقیز در پاسخ، طغرل و کشتار شاهزادگان غزنوی را محکوم کرد. در همین حال طغرل برای روا جلوه دادن پادشاهی دختر سلطان مسعود غزنوی را به همسری گرفت و به ضرب سکه با چهره او پرداخت.
با این همه، قرقیز نامه‌هایی را به فرماندهان پادگان و ارتش فرستاد و غلامی به نام نوشتگین را به کشتن طغرل برانگیخت. زمانی که قرقیز و لشکریانش به غزنه رسیدند، سر طغرل پیرامون شهر رژه می‌رفت.